# Ga-rei
Ga-rei (喰霊), é um mangá escrito e ilustrado por Hajime Segawa. Publicado pela Kadokawa Shoten na revista mensal Shōnen Ace e, posteriormente, em doze tankōbon. E um pequeno anime chamado, Ga-Rei: Zero, que foi ao ar entre 5 de outubro e 2008 e 21 de dezembro de 2008, que conta mais sobre a história das personagens principais, Kagura e Yomi.

## História
Kensuke Nimura é um estudante aparentemente normal, mas com a capacidade de ver espíritos, o que o faz meter-se em muitas confusões. Um dia, Kensuke conhece Kagura Tsuchimiya enquanto ele fugia de um grupo de espíritos ameaçadores. Durante sua fuga, ele acaba beijando-a sem querer e enfrentam os espíritos juntos. Alguns dias depois, Kagura aparece na classe de Kensuke como sua nova colega de sala. Agora, ao lado de Kagura, Kensuke deverá enfrentar diversas assombrações para proteger as pessoas.

## Arcos
Arco de Yomi
O primeiro inimigo é Yomi, antiga amiga de Kagura, agora transformada em um espírito maligno graças a uma sesshouseki, uma pedra espiritual extremamente poderosa. Nesta saga, aparecem os integrantes da agência do governo contra ameaças sobrenaturais, além de Izuna Noriyuki, um pervertido e ex-noivo de Yomi. O objetivo de Yomi é libertar um poderoso demônio em Tóquio, o que ela consegue, mas as ameaças são derrotadas graças a Kensuke. Yomi acaba morta no final da saga. Um misterioso menino aparece para arrancar a seshouseki de Yomi e desaparece.
Arco de Juugondou
O próximo arco é sobre o ressurgimento do grupo Juugondou e sua líder, Shizuru Imawano. Ela encontra Kensuke e alterna momentos de ameaça e sedução, irritando Kagura. Logo, as duas passam a disputar quem consegue reunir a maior quantidade de sesshousekis e o prêmio seria o próprio Kensuke. Para piorar, Kagura começa a perder o controle sobre Byakuei e a irmã desaparecida de Shizuru, Setsuna, retorna para matar seu pai e controlar a Juugondou. Ela ataca e destrói a Agência, eo governo tenta se distanciar da Agência por medo de revelar segredos ao público. Kagura, Kensuke, Kyouko e Iwahata sobrevivem, e conhecen Izuna e Shizuru em um esconderijo da agência. Depois de descansar, o grupo se depara com Setsuna no jardim interior Tamamo-no-Mae, onde acontece uma batalha, e Kagura triumfa. No entanto, Kensuke fica gravemente ferido na batalha, levando Kagura usar o poder do Sesshoseki para salvar sua vida. Como resultado, ela perde o controle e se torna o núcleo da Kyubi recém-criado, destruindo o centro de Tóquio. Kensuke consegue chegar a Kyubi, usando seu novo poder, a Michael Revolução em Kagura. 
 Arco de Naraku
Neste arco, devido ao seu breve tempo como o núcleo da Kyuubi no Yoko (a Raposa de Nove Caudas), Kagura fica com amnésia, o que choca a todos. Ela e Kensuke tentam retomar suas vidas diárias na escola, mas Tanaka e Izumi, uma nova estudante que tem uma semelhança com Yomi, começam a investigar fantasmas ao lado de Kensuke. Alguns dias mais tarde, Kensuke e Izumi são atacados por Kirin, um monstro negro wolflike de Naraku, que corta o olho direito Kensuke. Mais tarde, Izumi revelou ser Yomi, que tem transtorno dissociativo de identidade, alternando entre Yomi e Izumi. Quando a Agência aprisiona Izumi com a intenção de exorcizar Yomi, um processo que poderia matar Izumi, bem como, Kagura a liberta e as duas fogem. Kagura resolve defender Yomi, desconsiderando as consequências de sua decisão. Ela pretende afastar os maus espíritos e, eventualmente, a Sacerdotisa Negra - Yomi. A Agência as persegue e as duas ficam encurraladas em um penhasco neve. Lá, Yomi recupera suas memórias sob o controle do sesshouheki, enquanto Kagura recupera suas memórias até matar Yomi.

## Personagens
Kensuke Nimura
Dublado por: Minoru Shiraishi
O protagonista é um estudante colegial que possuí a capacidade de ver fantasmas desde que ele era uma criança. Devido a isso, ele sempre se sentiu diferente, mas as coisas mudaram depois de conhecer Kagura. Ele começou a praticar kendô desde pequeno, sendo o filho de um instrutor de kendo, e utiliza suas habilidades durante as missões. Ao lutar, ele às vezes veste um par de óculos de sol. A história diz respeito a linha de seu crescimento como um espírito de uso, e luta utilizando espadas. Inicialmente, ele empunha a Michael # 12, mas depois de quebrá-la em uma batalha, é dada a espada Michael Revolução em seu lugar. Ele apóia Kagura durante seus baixos emocionais, e desenvolve um vínculo entre eles.
Kensuke tem a mesma Sesshoseki que transformou Yomi em um espírito do mal, incorporado perto de seu coração. De acordo com Yomi, o Sesshoseki próprio gostaria de ser colocado lá. A pedra dá-lhe memórias do passado parciais de Yomi, bem como permitindo que suas técnicas de espada para se tornar radicalmente mais poderosa. Esta pedra foi removida mais tarde, quando Imawano Setsuna arrancou-a de seu corpo no Jardim do Tamamo, fatalmente danificar seu corpo no processo. Ele sobreviveu depois de Kagura derrotado Setsuna e reviveu a Kyuubi, usando seus poderes para restaurar seu corpo à beira da morte. Depois de firmar sua determinação para salvar Kagura de ser controlado pela Kyuubi, ele liberta o verdadeiro poder da Revolução Michael, a capacidade de cortar através de dimensões.
Depois que a Agência foi destruída, ele ficou com Kagura como um "consultor psíquico". Ele perde um olho ao tentar proteger Izumi. Após isso, Kagura foge com Izumi, e Kensuke questiona sua falta de força devido a ele ser o mais fraco exorcista e perder para Okama e cai em uma depressão, que só é levantado por palavras encorajadoras do Tanuki.
Mais tarde, Kensuke descobre que ele era um exorcista em uma vida passada. Seus pais foram mortos por espíritos nessa vida passada, e mestre Kirin foi seu professor e parceiro de exorcismo em sua vida passada também. Kagura menciona que Kensuke tem uma presença única que coloca os espíritos à vontade e até mesmo Byakuei se sente mais segura quando Kensuke está próximo. 
Kagura Tsuchimiya
Dublada por: Minori Chihara
Kagura é a heroína da história. Ela é mal-humorada e ambiciosa e pode colocar-se uma boa luta com sua besta espiritual, o Byakuei Ga-Rei (apelidado de Shiro), um Inugami que se assemelha a um grande dragão branco. Ela controla Byakuei do selo em suas costas e uma longa cadeia que liga a alma dela para a dele, de modo que qualquer dano Byakuei recebe também danos dela também. Com o tempo, ela se torna mais forte e mais motivado por causa do apoio que Kensuke lhe dá. Ela mostra sinais de estar apaixonada por Kensuke, e fica com ciúmes quando Shizuru e Kensuke são vistos juntos sozinhos e fica chocado quando Kyouko diz que ela deveria sair com Kensuke se ela está preocupada com ele. Embora inicialmente trata Shizuru como um rival, elas se tornam mais próximas no decorrer da trama. 
O anime mostra um jovem Kagura. Originalmente uma menina tímida, obediente e triste, seu encontro com Yomi após a morte de sua mãe mudou sua vida. Ela amava Yomi, que a tratou como uma irmã, e estava sob grande estresse emocional, quando ela descobriu que Yomi se voltaram contra a Agência e toda a humanidade.
No anime, Kagura recebe Byakuei de seu pai antes de sua morte, e sua nova arma de Michael Kohara, o "Michael 13", uma katana típica, com um gatilho no punho, em vez da bainha. O cabo atua como um clipe de munição e após puxar o gatilho dispara três tiros pesados de recuo a partir da extremidade, aumentando a força e velocidade da barra. Uma definição secundária dispara um tiro de cada vez, mas em um ritmo constante continuamente para criar um 360 graus cortar a dizimar os oponentes ao redor. A cada três tiros, um shell é ejetado do punho, portanto, a espada deve ser "recarregada" de vez em quando. Durante a sua primeira batalha com Yomi, o clipe de arma foi retirado e deixado Kagura sem a força ou poder para lutar na ofensiva. O "Michael 13" viria a ser destruída em uma segunda batalha com Yomi, onde Kensuke recebeu o "Michael 12" em vez do 13. Na mesma batalha, o "Michael 13. Sua vitória amarga foi a chave que abriu suas restrições contra lutar ex-humanos, como, de acordo com Iwahata, uma vez que ela matou a pessoa mais importante para ela, ela já não tem dúvidas sobre matar qualquer outra coisa.
Depois de ganhar o Sesshoseki e sendo considerado o vencedor, Kagura se torna a Kyuubi e destroí parte da cidade, mas é parada por Kensuke. Como resultado, Kagura perdeu suas memórias. Ela frequenta a escola Kensuke e faz parte de um grupo consultor temporário psíquico. Ela decidiu continuar as investigações espírito, sentindo que pode desbloquear alguma coisa.
Kagura recupera algumas de suas lembranças nos capítulos 38 e 39, e imediatamente reconhece "Izumi Isoyama" como Yomi. Isso faz com que a transformação Izumi / Yomi em um monstro por causa da Sesshoseki seja acelerada. No entanto, antes Kensuke pode matar Yomi, Kagura finca sua lâmina nela, removendo o mal de Yomi e fazendo-a voltar em Izumi. Ela rompe-la da agência e vai para a corrida antes de "Judgement Day" arrebatados juntamente com eles, durante a luta ela finalmente se lembra de Kensuke. Ela é conhecida pelos membros do "Dia do Julgamento" como a "Sacerdotisa Branca", o contrário de Yomi.
Yomi Isayama
Dublada por: Kaoru Mizuhara
Yomi era amiga de Kagura, que a via como uma irmã mais velha, porém ela passou para o lado do mal por causa do poder do Sesshoseki. Além disso, ela foi a pessoa que matou o pai de Kagura. Ela foi morta por Kagura e se transformou completamente mal em sua vida após a morte. Ela era extremamente talentosa quando viva e abateu mais de 70 agentes do ministério por si mesma, e derrotou o chefe do clã Tsuchimiya e sua besta espírito, Byakuei. Como um espírito do mal, ela se torna ainda mais poderoso. Ela tenta despertar um grande demônio selado em Tóquio, e sela um pedaço do Sesshoseki em Nimura Kensuke. Para isso, ela incorre a ira de Kazuhiro, e ele tira seu Sesshoseki própria. Ela morre quando o demônio foi selado.
O passado de Yomi é destaque revelado na Ga-Rei: Zero, onde é mostrado mais de uma heroína trágica. Ela perdeu os pais em uma idade jovem, e foi levada por Isayama Naraku, então chefe da família Isayama. Yomi aprendeu a amar e respeitar seu pai adotivo, e polido suas habilidades para recompensá-lo por sua bondade. Seus esforços levaram à sua herança do premiada relíquia dos Isayama, a espada de Shishio, que realizou o Nue da besta espiritual nele. Antes da morte de Naraku, ela foi prometida em casamento a Izuna Noriyuki e teria conseguido Naraku como chefe Isayama seguinte. No entanto, a morte de Naraku nas mãos de seu primo. Mei, que tinha ciúmes de sua boa sorte, e que a alteração da vontade de Naraku, resultou em seu ser despojado de sua posição na família e, portanto, a sua herança inteira. Yomi descobre a verdade por trás da morte de seu pai, revelada por Mei após o este ter atraído Yomi para fora, a fim de matá-la. Parcialmente em auto-defesa, ela matou Mei, mas foi emboscado por Mitogawa Kazuhiro, que feriu-a tão gravemente que ela foi hospitalizada. Sua garganta e a maioria dos tendões de seu corte corpo ficaram tão danificados, que ela ficou incapaz de falar ou se mover. Isto, além da suspeita de que ela havia assassinado Mei, levou a uma série de eventos que levou a sucumbir à tentação Mitogawa em aceitar a Sesshoseki. Embora Yomi conseguiu manter algum controle sobre sua mente, ela tinha no entanto caído sob a influência destrutiva da pedra, fazendo-a matar muitos membros da Agência. Por fim, foi seu amor e desejo de proteger Kagura que causou sua morte nas mãos de Kagura, num desejo desesperado de que ela poderia remover qualquer coisa que possa prejudicar Kagura, incluindo ela própria.
A partir do capítulo 34 uma garota que se parece com Yomi, chamada Izumi Isoyama (磯山 泉, Isoyama Izumi) foi transferida para a escola, como resultado do desastre da Kyuubi e fez amizade com Kagura. Ela admira Kagura da mesma maneira Kagura admirava Yomi. Quando Kagura estava em perigo ela instintivamente usou a espada de Kensuke para dividir o espírito pela metade. No final do capíttulo 35, ela disse "Kagura, eu não vou deixar ninguém ter você", e no capítulo 37 Izumi parece ter brilhado um amor romântico para Kagura, e no capítulo 39, quando era chamado de Yomi por Kagura, que tinha apenas começou a recuperar suas memórias, os olhos de Izumi ficam na cor amarela, bem como Yomi, quando ela estava sob o poder do Sesshoseki. Eventualmente, depois de uma transformação extenuante em um monstro por causa da Sesshoseki, Kagura salva antes de Kensuke matá-la. A Agência aprisiona Izumi com a intenção de exorcizar ela, e Kagura quebra a liberta. É revelado que a experiência de Kagura com o Kyuubi fez seus desejos se tornarem realidade, incluindo a ressurreição Yomi. Noriyuki é fatalmente ferido quando ele protege Yomi de uma facada. Quando ela lhe perguntou por que ele fez isso, ele diz que é porque ele é "como Kagura. Acho que eu, também ainda te amo". Yomi é conhecida como a "Sacerdotisa Negra", que é o oposto de Kagura. Em torno do capítulo final, Izumi foi libertada de Yomi, devido a Yomi não exigir mais um corpo real, agora possuindo energia suficiente para um novo corpo. Ela pediu para Kagura -la, porque era assim que as coisas deviam ser e que a morte de Yomi seria o sinal para as forças espirituais ao redor do mundo se reunissem para destruir a Terra. Kensuke seguida, revelou que Kagura não veio até aqui por causa do mundo, mas por causa de Yomi. Ele inclui que, apesar de Yomi ter causado tanta dor e sofrimento a Kagura, ela ainda ama mais do que qualquer outra coisa no universo. Kagura tentou novamente alcançar o coração Yomi e finalmente conseguiu puxá-la para fora do enxame de miasma. Yomi então abraçou Kagura e usou sua alma para selar o dano na alma da Kagura, salvando-a. Yomi existe atualmente dentro, alma Kagura para mantê-lo de se desintegrar.
Tsuina Takiguchi
O personagem principal de Ga-Rei: Tsuina no Shō e aparece no volume 8 da série principal. Ela é uma menina possuída por uma maldição que traz desgraça sobre todos aqueles que ela se apaixona, se ela ainda pensa sobre o amor enfraquece aqueles ao seu redor. Sua capacidade está absorvendo e purificando a Energia do Espírito. Ela se apaixonou por Mikado à primeira vista.
Em Ga-Rei, ela aparece em volume 8 ao lado de Mikado após um ano de treinamento no exterior (Presumivelmente América) e está mais confiante, alegre, e qualificado o suficiente para absorver Miasma e descarregá-lo em uma lança para destruir um espírito enorme. Ela então pergunta se Kensuke quer voltar o departamento de contra-medida, se for reconstruída. Ela também pode lutar usando um terno de robô, Vandam. Ela é uma escolta da Sacerdotisa Branca, Kagura.